# رأس دهيسة
رأس دهيسة هي قرية تقع شرق خليج السويس وتتبع مدينة رأس سدر بمحافظة جنوب سيناء وتبعد 140 كم عن القاهرة.
| مخطط المناخ رأس دهيسة | مخطط المناخ رأس دهيسة | مخطط المناخ رأس دهيسة | مخطط المناخ رأس دهيسة | مخطط المناخ رأس دهيسة | مخطط المناخ رأس دهيسة | مخطط المناخ رأس دهيسة | مخطط المناخ رأس دهيسة | مخطط المناخ رأس دهيسة | مخطط المناخ رأس دهيسة | مخطط المناخ رأس دهيسة | مخطط المناخ رأس دهيسة |
| --- | --------------------- | --------------------- | --------------------- | --------------------- | --------------------- | --------------------- | --------------------- | --------------------- | --------------------- | --------------------- | --------------------- |
| 01 | 02                    | 03                    | 04                    | 05                    | 06                    | 07                    | 08                    | 09                    | 10                    | 11                    | 12                    |
| 8 19 6 | 6 22 7                | 3 27 10               | 1 32 13               | 5 37 18               | 1 41 23               | 1 42 26               | 1 41 26               | 1 38 23               | 2 33 18               | 3 28 12               | 2 20 8                |
| متوسط درجة-الحرارة °س مجاميع الهطل مم |                       |                       |                       |                       |                       |                       |                       |                       |                       |                       |                       |
| بالوحدات الإنكليزية \| 01 \| 02 \| 03 \| 04 \| 05 \| 06 \| 07 \| 08 \| 09 \| 10 \| 11 \| 12 \| \| 0.3 66 43 \| 0.2 72 45 \| 0.1 81 50 \| 0 90 55 \| 0.2 99 64 \| 0 106 73 \| 0 108 79 \| 0 106 79 \| 0 100 73 \| 0.1 91 64 \| 0.1 82 54 \| 0.1 68 46 \| \| متوسط درجة-الحرارة °ف مجاميع الهطول ″ \| \| \| \| \| \| \| \| \| \| \| \| |                       |                       |                       |                       |                       |                       |                       |                       |                       |                       |                       |
| 01 | 02                    | 03                    | 04                    | 05                    | 06                    | 07                    | 08                    | 09                    | 10                    | 11                    | 12                    |
| 0.3 66 43 | 0.2 72 45             | 0.1 81 50             | 0 90 55               | 0.2 99 64             | 0 106 73              | 0 108 79              | 0 106 79              | 0 100 73              | 0.1 91 64             | 0.1 82 54             | 0.1 68 46             |
| متوسط درجة-الحرارة °ف مجاميع الهطول ″ |                       |                       |                       |                       |                       |                       |                       |                       |                       |                       |                       |

| 01                                    | 02        | 03        | 04      | 05        | 06       | 07       | 08       | 09       | 10        | 11        | 12        |
| 0.3 66 43                             | 0.2 72 45 | 0.1 81 50 | 0 90 55 | 0.2 99 64 | 0 106 73 | 0 108 79 | 0 106 79 | 0 100 73 | 0.1 91 64 | 0.1 82 54 | 0.1 68 46 |
| متوسط درجة-الحرارة °ف مجاميع الهطول ″ |           |           |         |           |          |          |          |          |           |           |           |